# Leucrocuta maculipennis
Leucrocuta maculipennis är en dagsländeart som först beskrevs av Walsh 1863.  Leucrocuta maculipennis ingår i släktet Leucrocuta och familjen forsdagsländor. Inga underarter finns listade i Catalogue of Life.